# The complete BBC sessions (Fish)
The complete BBC sessions is een livealbum van Fish. De geruchten betreffende het (toen) nieuwe album van Fish Raingods with zippos gaven aan dat Fish wat meer naar zijn eigen basis terugkeerde. Meer progressieve rock in plaats van rechttoe rechtaan rock. In dat kader is het wellicht toevallig dat BBC-Music kwam met een uitgave waarop twee registraties van concerten die Fish aan het begin van zijn solocarrière gaf. De eerste soloalbums van de Schotse zanger leunden nog erg op zijn werk met Marillion. Het album laat dan ook een mix horen van eigen werk van de zanger en oud repertoire vanuit zijn band. De optredens gaven uiteindelijk weinig commercieel geluk. Fish raakte af en toe behoorlijk gefrustreerd toen hij dikwijls zag dat de zalen waarin hij speelde naar zijn mening te weinig publiek bevatte. 

## Musici
- Fish – zang
- Mickey Simmonds – toetsinstrumenten
- Frank Usher – gitaar
- Robin Boult – gitaar
- Steve Brzezicki (1989), David Paton (1991) – basgitaar
- Mark Brzezicki (1989), Kevin Wilkinson (1991)– slagwerk

## Muziek
| Nr. | Titel                            | Duur |
| --- | -------------------------------- | ---- |
| 1.  | Faithhealer                      | 6:31 |
| 2.  | The voyeur (I like to watch)     | 5:34 |
| 3.  | Punch and Judy                   | 5:52 |
| 4.  | The company                      | 4:16 |
| 5.  | Script for a jester’s tear       | 9:50 |
| 6.  | Family business                  | 6:19 |
| 7.  | Warm wet circles                 | 4:18 |
| 8.  | Slainthe mhath                   | 7:03 |
| 9.  | Vigil in a wilderness of mirrors | 9:05 |
| 10. | Big wedge                        | 5:55 |
| 11. | Fugazi                           | 8:42 |

| Nr. | Titel                            | Duur |
| --- | -------------------------------- | ---- |
| 1.  | Kayleigh                         | 4:36 |
| 2.  | Lavender                         | 2:30 |
| 3.  | Heart of Lothian                 | 3:40 |
| 4.  | Vigil in a wilderness of mirrors | 9:41 |
| 5.  | Credo                            | 7:32 |
| 6.  | Tongues                          | 7:09 |
| 7.  | Incubus                          | 9:24 |
| 8.  | The company                      | 4:03 |
| 9.  | Big wedge                        | 6:30 |
| 10. | Internal exile                   | 4:34 |
| 11. | Market square heroes             | 5:25 |
| 12. | Heart of Lothian                 | 4:57 |